# Меллужи (остановочный пункт)
Ме́ллужи (латыш. Melluži) — остановочный пункт в Юрмале на электрифицированной железнодорожной линии Торнякалнс — Тукумс II, ранее являвшейся частью Риго-Орловской железной дороги.

## История
Платформа Карлсбад-II была открыта в 1914 году, для большего удобства дачников, вынужденных добираться пешком с платформы Карлсбад. Во время Первой мировой войны и, некоторое время после её окончания, поезда здесь не останавливались и остановочный пункт под новым названием Меллужи-II, вновь появился в расписании движения поездов в 1922 году.
В 1925 году было отремонтировано пострадавшее в ходе боевых действий здание, которое с небольшими изменениями дошло до наших дней. С 1939 года остановочный пункт носит нынешнее имя. На перроне рижского направления установлен отдельный пассажирский павильон (снесен в августе 2015 года).
В 2016 году вместо старых низких платформ построены новые полувысокие платформы (550 мм над УГР).

## Галерея

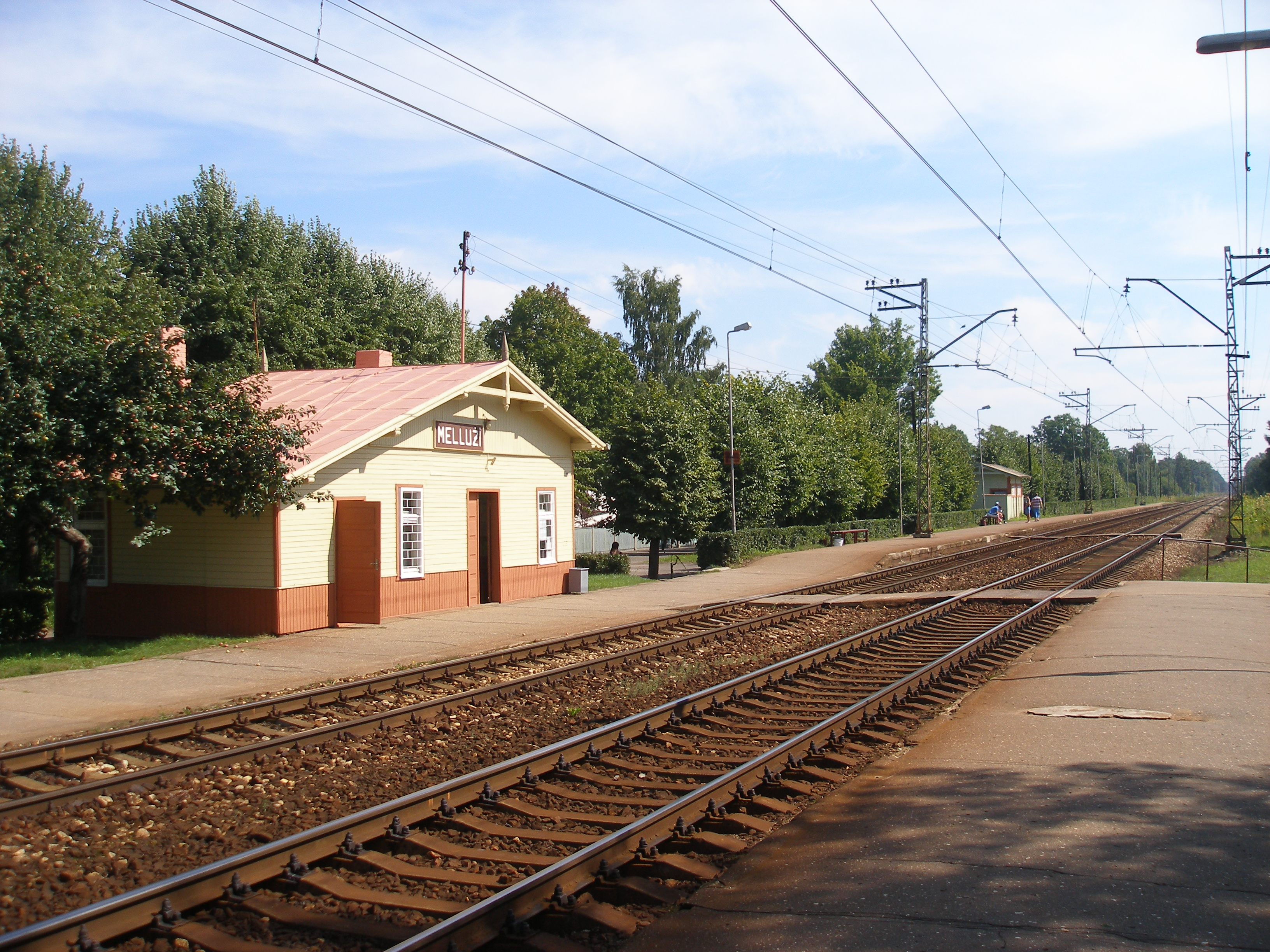
Пассажирское здание и пути (вид со стороны Асари, август 2011 г.)
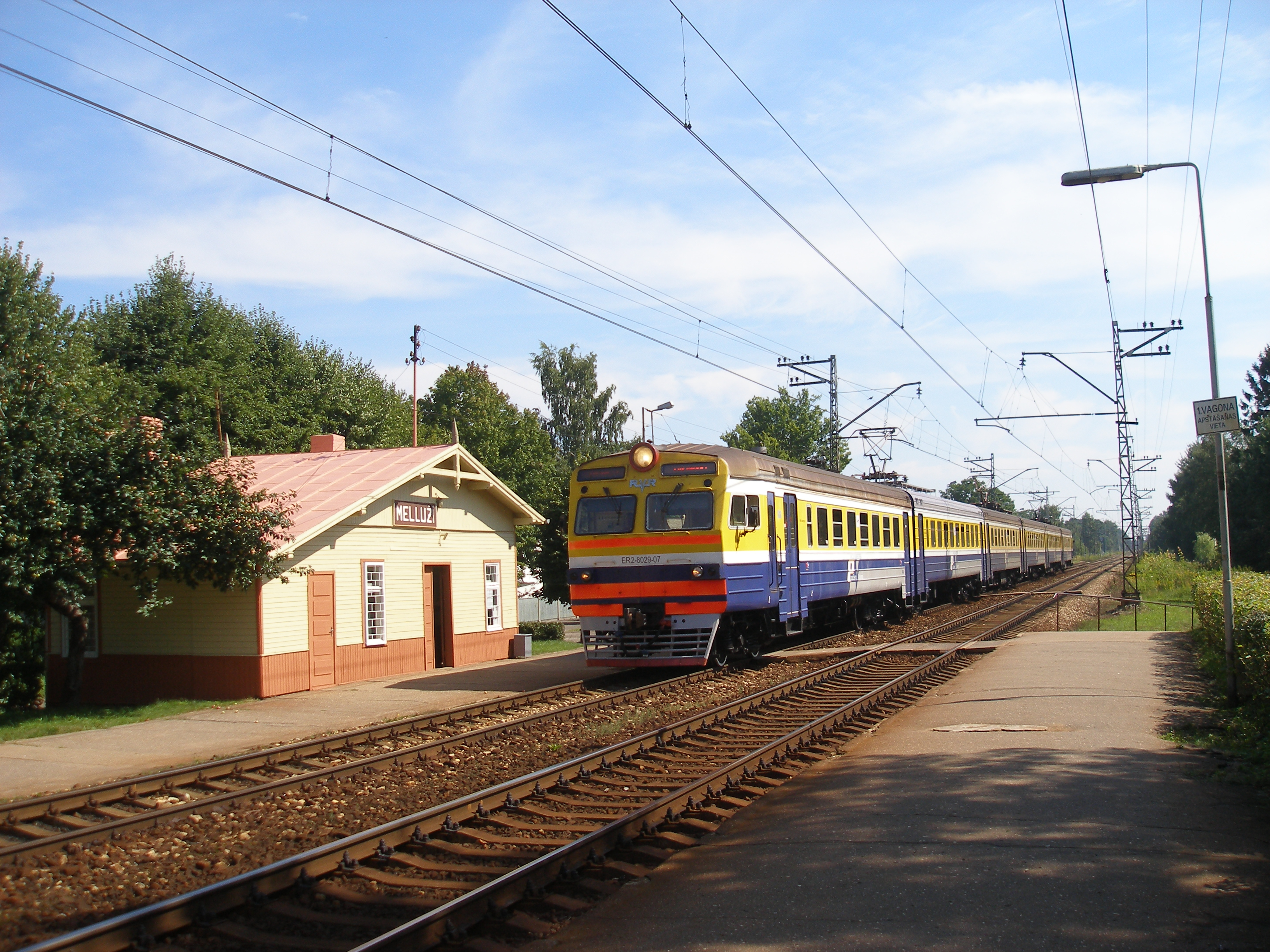
Электропоезд ЭР2-8029 на станции Меллужи (август 2011 г.)
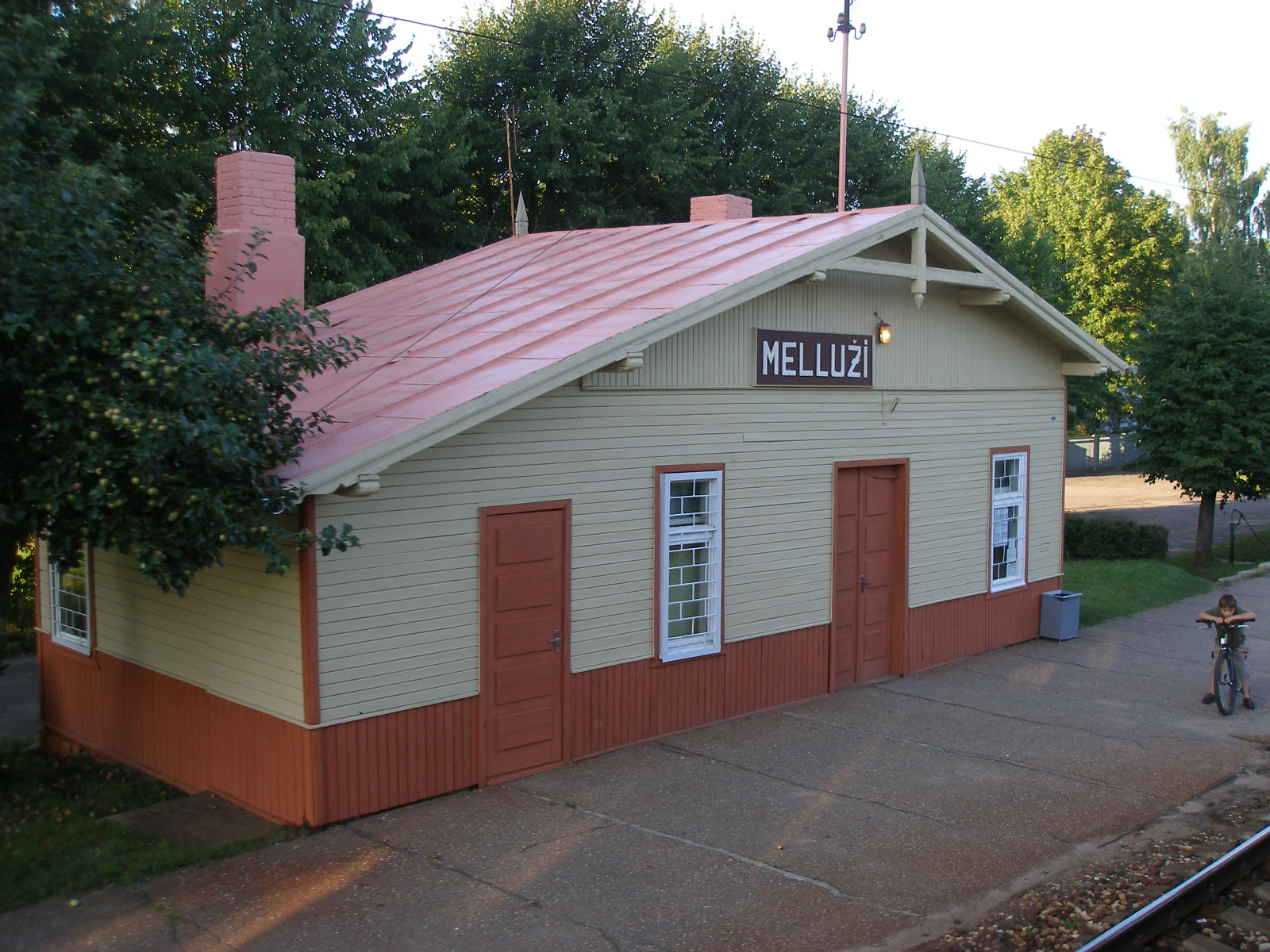
Пассажирское здание (август 2011 г.)
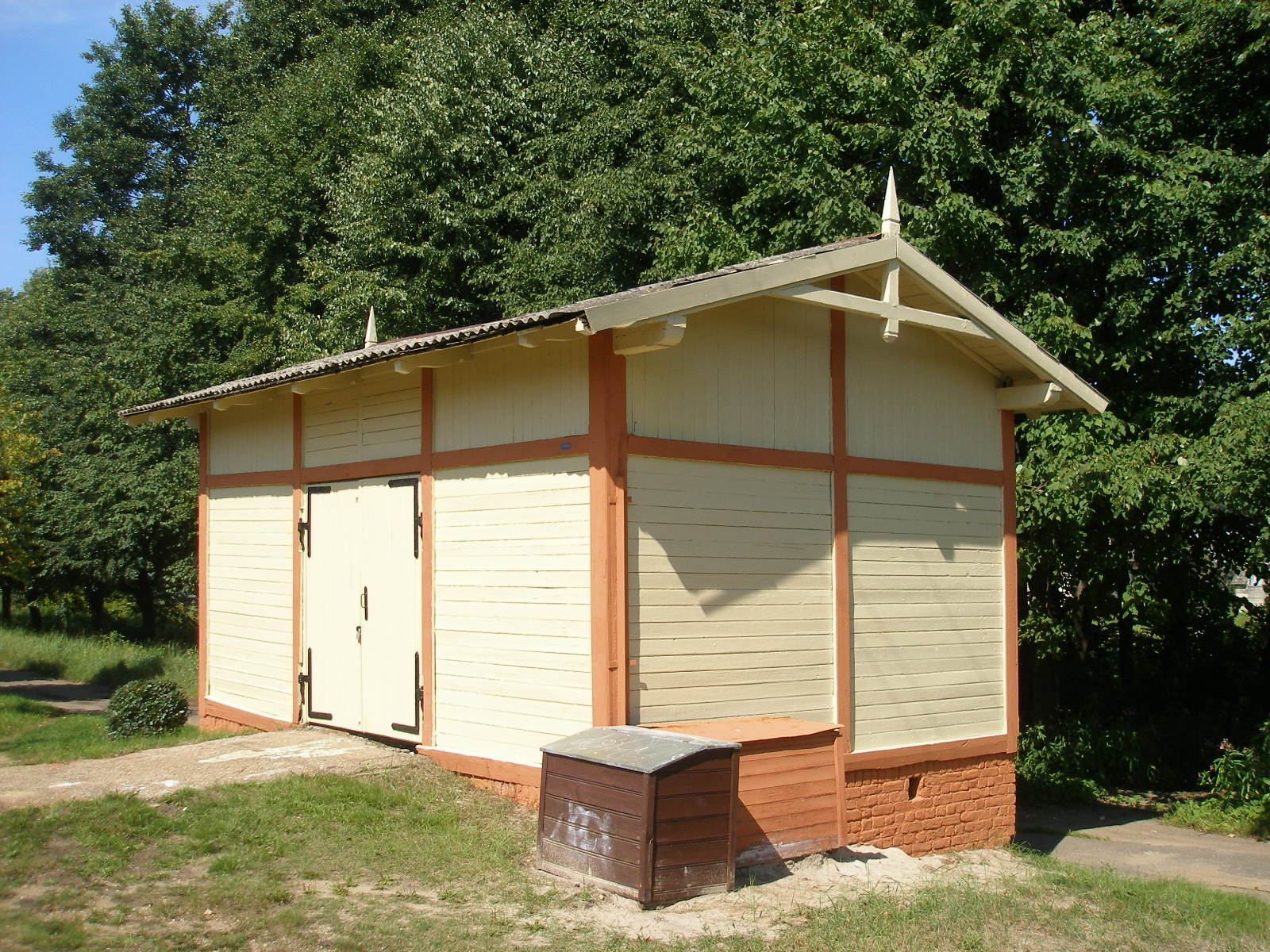
Хозпостройка (август 2011 г.)
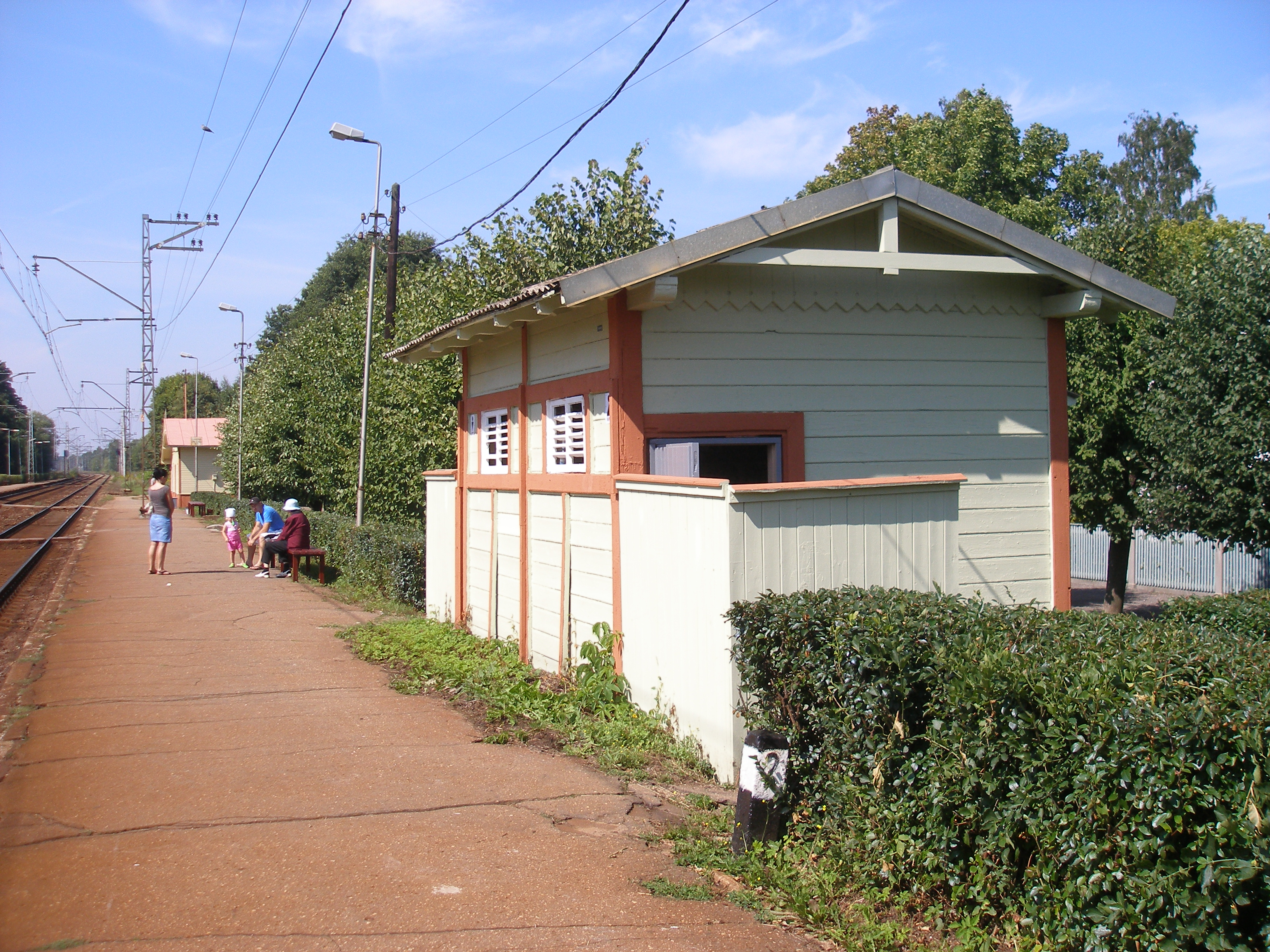
Туалет (август 2011 г.)
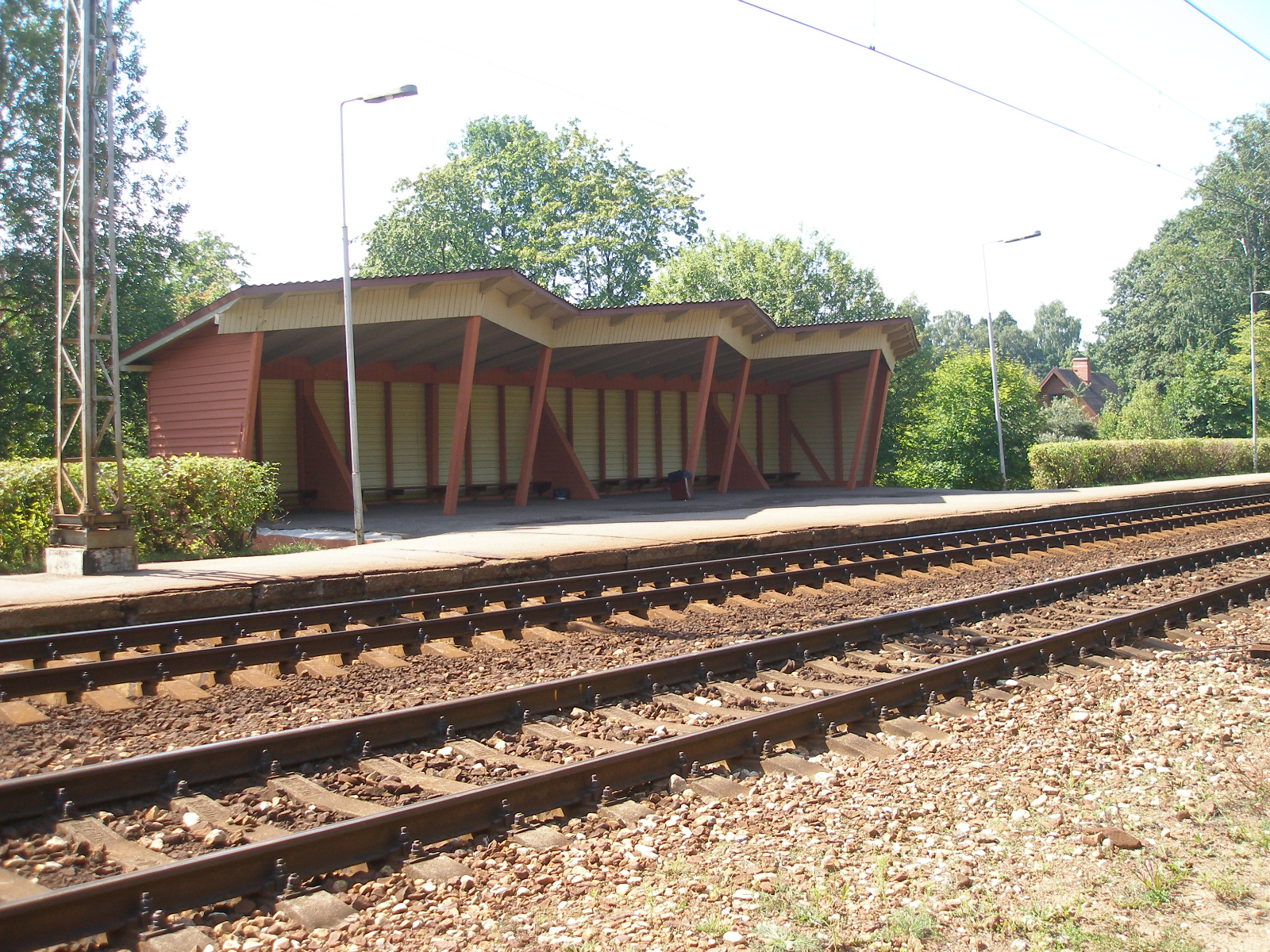
Павильон на рижском перроне (август 2011 г.)
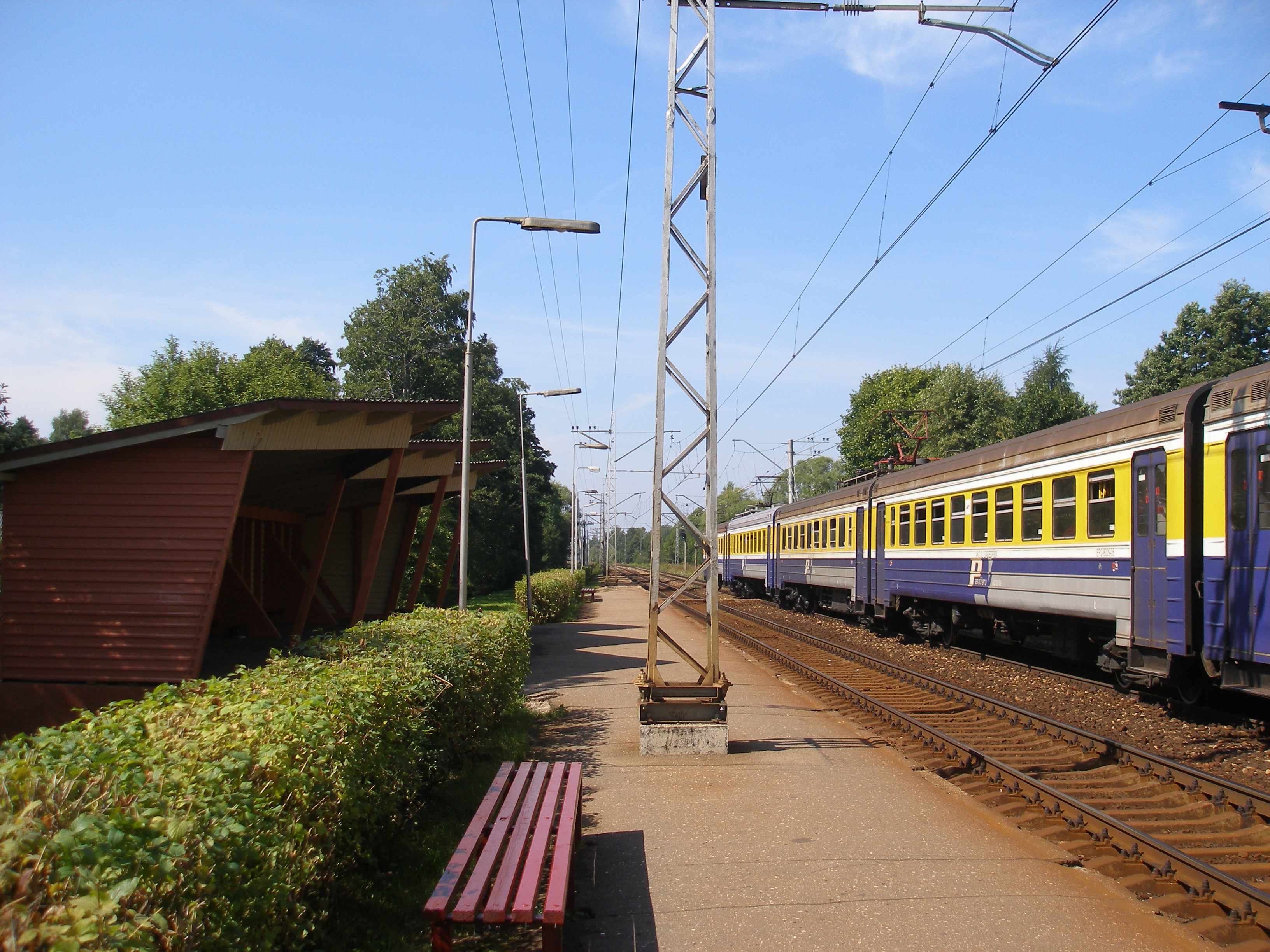
Рижский перрон с павильоном (август 2011 г.)
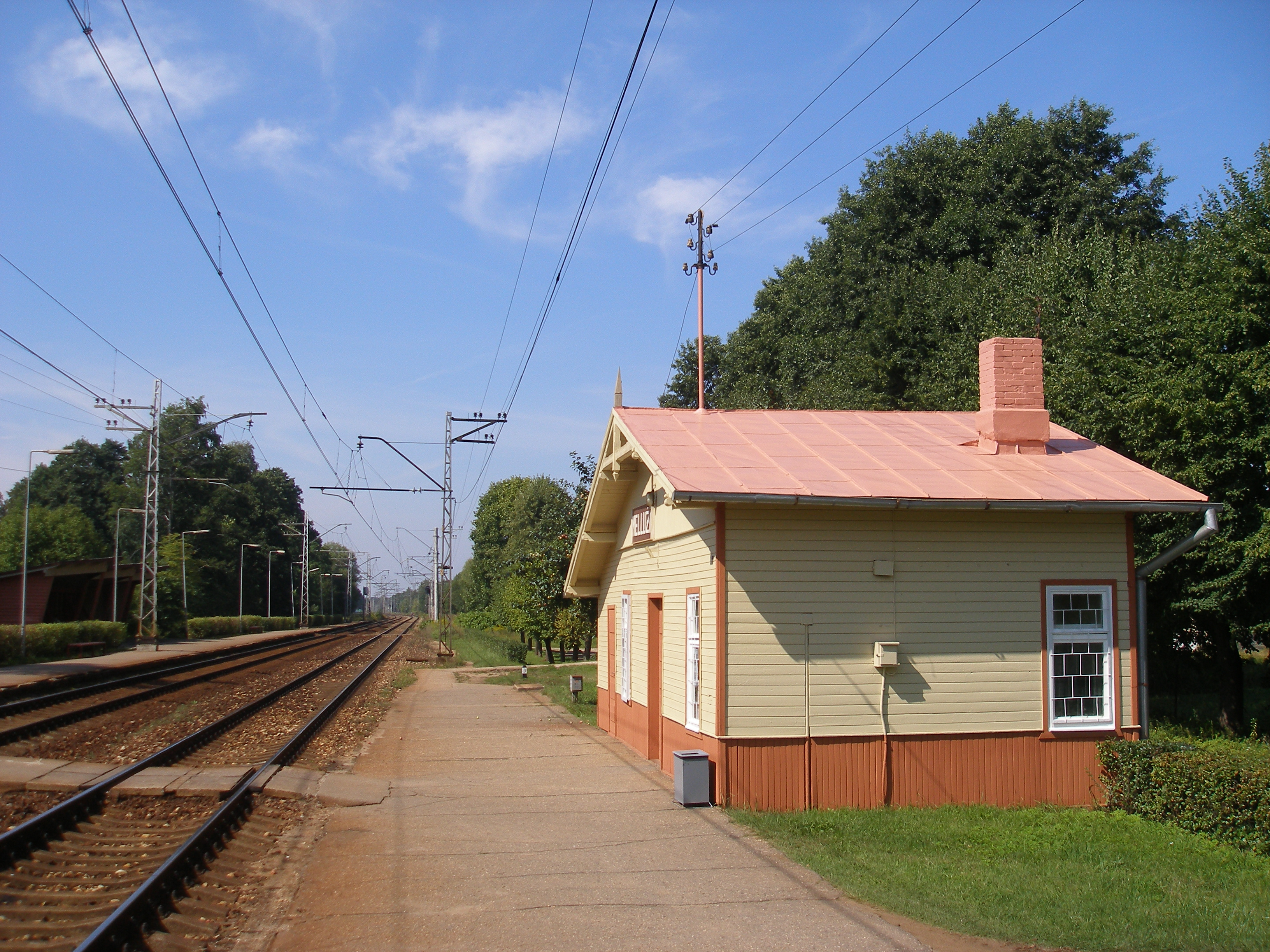
Пассажирское здание и пути (вид со стороны Пумпури, август 2011 г.)
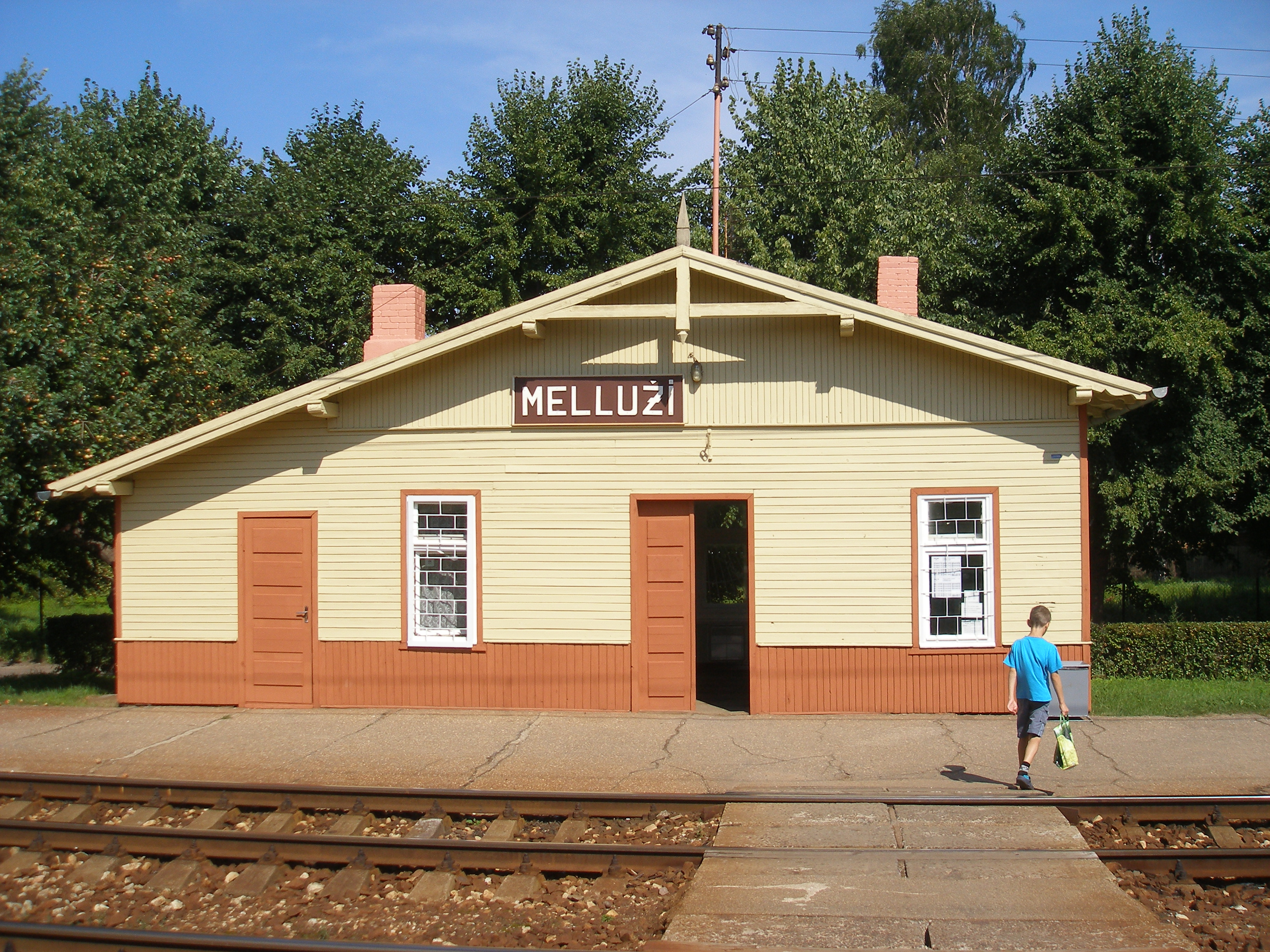
Пассажирское здание (август 2011 г.)